# مسلسلات حليمة (برنامج)
مسلسلات حليمة هو برنامج مسابقات تلفزيوني عرض في شهر رمضان في عام 2009 وأيضاً في رمضان عام 2010 على قناة إم بي سي. البرنامج من تقديم الإعلامية الكويتية حليمة بولند، وهو برنامج يعتمد على أسئلة مستوحاة من مسلسلات عربية كثيرة حول أحداثها وشخصياتها ومخرجيها، الجوائز في البرنامج كانت كثيرة، منها نقدية، ومنها على شكل عطور ومستحضرات تجميل وساعات، البرنامج لاقى إقبالا كبيرا من المشاهدين، بالرغم من أنه كان يعرض في ساعة متأخرة من الليل "الواحدة بتوقيت السعودية" إلا أن متصلين كثر اشتركوا في البرنامج وحصلوا على جوائز كثيرة، مع العلم أن معظم المتصلين ربحوا جوائز، المسابقة تقوم على الإجابة على سؤال والانتقال إلى السؤال الثاني في حال كانت إجابته صحيحة. البرنامج صور في بيروت العاصمة اللبنانية.

## وصلات خارجية
- الصفحة الخاصة لبرنامج مسلسلات حليمة على الـ (mbc).